# Яжомбкі (Свентокшиське воєводство)
Яжомбкі (пол. Jarząbki) — село в Польщі, у гміні Ґнойно Буського повіту Свентокшиського воєводства.
Населення — 347 осіб (2011).
У 1975-1998 роках село належало до Келецького воєводства.

## Демографія
Демографічна структура на день 31 березня 2011 року:
|          | Загалом | Допрацездатний вік | Працездатний вік | Постпрацездатний вік |
| -------- | ------- | ------------------ | ---------------- | -------------------- |
| Чоловіки | 172     | 37                 | 108              | 27                   |
| Жінки    | 175     | 33                 | 105              | 37                   |
| Разом    | 347     | 70                 | 213              | 64                   |